# Das Gartenfest

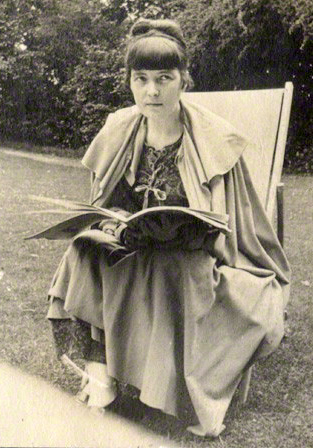
Katherine Mansfield, um 1917

The Garden Party (dt. Das Gartenfest, Übersetzung 1938 von Herberth E. Herlitschka) ist eine Kurzgeschichte der neuseeländischen Schriftstellerin Katherine Mansfield, die nach dem Erstabdruck am 4. Februar 1922 in der Saturday Westminster Gazette sowie am 18. Februar 1922 in der dazugehörigen Wochenausgabe Weekly Westminster Gazette noch im gleichen Jahr in Buchform in der Anthologie The Garden Party and Other Stories in Amerika im New Yorker Knopf Verlag und in England im Londoner Collins Verlag veröffentlicht wurde. Die Erzählung thematisiert das Erleben der Brüchigkeit des Glücksgefühls in der Konfrontation der jugendlichen Protagonistin mit dem Tod in einem ihr fremden sozialen Milieu.

## Inhalt
Wie in den anderen Erzählungen von Katharine Mansfield und in den zwanzig Jahre zuvor veröffentlichten Kurzgeschichten von James Joyce ist die äußere Rahmenhandlung der Geschichte eher schlicht oder unbedeutend und dient überwiegend dazu, den Rahmen für menschliche Begegnungen zu schaffen, deren Eindrücke auf die Hauptfigur einen entscheidenden Wandel in ihrem Verhältnis zur Umwelt bewirken.
Mrs. Sheridan, Laura, die Hauptfigur, ihre beiden Schwestern und das Hausgesinde bereiten bei schönstem Wetter ein Gartenfest vor. Einige Arbeiter sind gekommen, um ein großes Zelt für die Feier aufzuschlagen. Im Auftrag der Mutter erteilt Laura den Arbeitern genauere Anweisungen für das Aufstellen des Zeltes im Garten. In dem Gespräch mit den Arbeitern findet sie diese ausgesprochen nett und freundlich. Sie bedauert, nicht solche Freunde zu haben, hatten die Eltern ihr und den Geschwistern doch in der Kindheit den Umgang mit Menschen aus einem solchen sozial tieferstehenden Umfeld streng untersagt.
Ein Blumenhändler bringt einen von Mrs. Sheridan für das Fest bestellten Korb blassroter Lilien vorbei. Laura zeigt sich darüber verwundert, steht der Garten doch wunderbar in voller Blüte. Während die Köchin mit der Zubereitung der Speisen für die Feier beschäftigt ist, bringt ein Lieferant die ebenfalls bestellten Windbeutel vorbei. Er berichtet von einem tragischen Unglücksfall mit tödlichem Ausgang: Der junge Fuhrmann Scott, der in einer kleinen ärmlichen Siedlung entlang der Straße zum großbürgerlichen Anwesen der Sheridans wohnte, stürzte unglücklich auf den Hinterkopf, als sein Pferd vor einer Zugmaschine scheute.
Bestürzt über diesen Todesfall möchte Laura das Gartenfest absagen, da es sich nicht schicke, ein munteres Gartenfest mit einem Toten direkt vor der Tür zu feiern. Zu Lauras Erstaunen reagieren jedoch sowohl ihre Schwester Jose als auch ihre Mutter auf dieses Ansinnen kaltherzig; verärgert bezeichnen sie Laura als „albern“ und „überspannt“. Man habe ja nur zufällig von dem Todesfall erfahren, so die Mutter, es gebe daher keinen Anlass, die Feier ausfallen zu lassen, und es zeuge auch nicht von sehr viel Mitgefühl, allen das Vergnügen zu verderben, wie Laura es jetzt tue.
Als die Mutter ihr einen neuen Hut schenkt, um sie zu besänftigen, vergisst Laura vorerst den Todesfall. Nach dem erfolgreichen Verlauf des Gartenfestes erwähnt der in der Zwischenzeit heimgekehrte Mr. Sheridan nochmals das tragische Unglück. Mrs. Sheridan beauftragt daraufhin Laura, die leckeren Essensreste ihrer Feier der Familie des Verstorbenen vorbeizubringen.
Nach anfänglichem Sträuben begibt sich die Protagonistin auf den Weg durch die dunkle und verräucherte Siedlung zu dem kärglichen Katen der Familie Scott. Auf Drängen der Schwester von Mrs. Scott tritt sie in das Totenhaus ein und sieht den Verstorbenen, der scheinbar friedlich schlafend und träumend auf seinem Totenbett liegt. Laura empfindet seinen Anblick als wunderbar und schön, dennoch muss sie weinen. Auf dem Rückweg trifft sie auf ihren Bruder Laurie, der sie nach Hause begleitet.

## Interpretationsansatz
Ähnlich wie in James Joyce’ The Dead stellen frohe Festlichkeit und der Tod in einem gänzlich anderen sozialen Milieu die beiden Pole dar, zwischen denen gleichsam eine Initiation erfolgt; die Protagonistin wird in eine Wirklichkeit eingeführt, die ihr bisheriges Dasein als eng und fragwürdig erscheinen lässt.
Ebenso wie in anderen Initiationsgeschichten zerfällt die Handlung in eine Episodenkette, in der jedes Glied auf den Wandel in den Einstellungen der Hauptfigur bezogen ist. Das erzählerische Geschick Mansfields zeigt sich laut Fricker darin, dass dem Leser bei oberflächlicher Lektüre dieser Zusammenhang, der das Strukturgerüst der Geschichte bildet, kaum bewusst wird.
Die knappe Schilderung des wundervoll aufgeblühten Gartens zu Beginn der Erzählung bildet den Hintergrund und zeigt eine wichtige Voraussetzung für das Gelingen des Festes. Lauras kurze Unterhaltung mit den Arbeitern, die das Zelt aufstellen, enthüllt ihre kindliche Unvoreingenommenheit gegenüber den Angehörigen aus einer anderen sozialen Schicht sowie ihren unverdorbenen Sinn für den Menschen an sich und bereitet zugleich ihren späteren Gang in die armselige Arbeitersiedlung vor.
So stellt sie fest: „Ach, wie ausgesprochen nett Arbeiter doch waren […]. Warum konnte sie nicht Arbeiter als Freunde haben anstatt dieser albernen Jungen, mit denen sie tanzte und die sonntagabend [sic] zum Essen kamen? Mit solchen Männern würde sie sich viel besser verstehen. […] Schuld an allem [sind] diese absurden Klassenunterschiede. Nun, was sie betraf, sie empfand sie nicht. Kein bißchen [sic], kein winziges bißchen […] Sie kam sich richtig wie ein Arbeitermädchen vor.“ (S. 61 f.)
Demgegenüber sind die Klassenunterschiede sowohl für ihre Mutter als auch für ihre ältere Schwester Jose eine selbstverständliche, nicht in Frage zu stellende Gegebenheit. Perspektivisch setzt, wie Durzak in seiner Analyse der Geschichte herausstellt, „das große Fest, das im Garten der Sheridans für die Kinder und deren Freunde vorbereitet wird, mit einem Festzelt, mit Blumenpracht, festlicher Bekleidung und Schleckereien […] einen materiellen Reichtum der Lebensform voraus, der von den meisten Familienmitgliedern und besonders der zum Luxus neigenden Mrs. Sheridan als quasi naturgegeben empfunden wird“.
Behutsam werden von der Autorin an verschiedenen Stellen weitere Hinweise auf die, wie Durzak es nennt, „von viktorianischer Selbstüberzeugtheit durchdrungene […] großbürgerliche Arroganz“ in der Welt der Sheridans eingestreut. So beleuchtet u. a. das Eintreffen der Blumenpracht die Bedeutung der Feier für Mrs. Sheridan: Sie liefert den Vorwand für die Befriedigung ihres eigenen Luxusbedürfnisses sowie ihrer extravaganten Launen. Ebenso ist von den „gastronomischen Köstlichkeiten“ die Rede, die Laura später als Verlegenheitslösung gleichsam wie „Brosamen vom Tisch des Reichen der armen Trauerfamilie bringen wird“.
Gleichermaßen steht Lauras spontanem sozialem Mitgefühl nach der Unglücksbotschaft die Hartherzigkeit und das Klassenbewusstsein der Schwester („>Ach, Laura!< Jose wurde nun richtig ärgerlich. […] Ihre Augen wurden hart.“, S. 70) gegenüber. Jose hält Lauras Anteilnahme für „überspannt“ und „albern“ (s. 69). In gleicher Weise reagiert die Mutter:
„Aber, mein liebes Kind, wo bleibt denn dein gesunder Menschenverstand. Wir haben doch nur zufällig davon erfahren. Wenn dort jemand ganz normal gestorben wäre – und ich kann mir einfach nicht vorstellen, wie sie in diesen engen kleinen Löchern überhaupt am Leben bleiben können – würden wir doch trotzdem unser Fest feiern, nicht wahr?“. (S. 71)
Mrs. Sheridan ist vorrangig mit dem Ausprobieren ihres neuen Hutes am Toilettentisch beschäftigt – ein Hut, der jedoch zu jugendlich für sie sei. Sie zeigt sich erleichtert, als sie erfährt, dass der Mann „[d]och nicht etwa im Garten“ der Sheridans verunglückt ist. Lauras Mitempfinden weist sie amüsiert als absurde, nicht ernstzunehmende Albernheit ab:
„Sie nahm Laura einfach nicht ernst. … >Du bist aber albern, Laura<, sagte sie kalt. >Solche Leute erwarten keine Opfer von uns. Und es zeugt nicht von sehr viel Mitgefühl, allen das Vergnügen zu verderben, wie du es jetzt tust.<“ (S. 71 f.)
In der deutschen Übersetzung von Heide Steiner geht allerdings in diesen Passagen ein wesentliches strukturierendes Bedeutungselement der ursprünglichen Fassung Katherine Mansfields verloren. Im Originaltext bezeichnen sowohl Jose als auch Mrs. Sheridan Lauras Reaktion auf die Todesnachricht mehrfach englisch als „absurd“.
Steiner wählt an diesen Stellen jedoch in der deutschen Fassung den Begriff „albern“; dabei übersieht sie in ihrer Übertragung der Kurzgeschichte Lauras Empfinden während ihres Gesprächs mit den Arbeitern im Garten, wo dieser die Klassenunterschiede im Originaltext ebenso als „absurd“ erscheinen (vgl. oben).
Fricker zufolge, der sich in seiner Analyse der Geschichte auf die englische Textvorlage bezieht, verbindet gerade dieses für die verhüllte soziale „Botschaft“ der Geschichte wichtige Wort „absurd“ die drei Episoden der Erzählung miteinander und trägt so zur künstlerischen Geschlossenheit bei. Auch Durzak und Staek weisen anhand der Analyse des Originaltextes auf die von Mansfield kunstvoll aufgebaute gleichzeitige Verbindung und Abgrenzung der zwei sozialen Gegen-, aber auch Parallelwelten im Text hin.
Bedeuten für die Protagonistin zunächst die Klassenunterschiede zwischen Arm und Reich in ihrem Erleben keinen Unterschied, so erwacht sie allmählich „aus dem naiven Traum der Kinderzeit und der Vorstellung einer Welt, an der alles harmonisch an seinem Platz steht.“ Motivisch vorweggenommen wird dies durch das Lied, das ihre Schwester Jose für das Gartenfest am Klavier übt: „Das Leben ist tra-aurig, wenn Wünsche verwe-ehn, ein Traum-ein Erwa-achen …“ [sic] (S. 66); auch Scott, der verunglückte Fuhrmann, wird Laura auf dem Totenbett als „träumend“ erscheinen. (S. 78)
Jose, die bereits eine Kopie ihrer Mutter ist, singt allerdings jene Verse „von einem ganz anderen Leben, zu dem Trauer und Tod gehören, ohne jedes Verständnis“; für Laura erhalten sie eine erste Bedeutung, als sie von dem tödlichen Unglück erfährt.
Zunächst bleibt sie noch in der scheinbar idyllischen, wohlgeordneten, dabei jedoch sozial abgeschirmten Welt ihrer Familie verhaftet. Als Mrs. Sheridan ihren neuen Hut Laura aufsetzt und dieser ihr sehr gut steht, wie sie in ihrem Zimmer vor ihrem Selbstbild im Spiegel bemerkt („dieses reizende Mädchen im Spiegel, mit dem schwarzen Hut, der goldenen Maßliebchen und einem langen Samtband geschmückt“, S. 72), vergisst sie vorerst den Todesfall. Als auch ihr älterer Bruder und die anwesenden Gäste ihr mitteilen, wie „umwerfend“ sie mit diesem „fabelhaften“ Hut aussehe (vgl. S. 73), verblassen die Erinnerungen an den Todesfall: „Ach, was für ein Glück ist es doch, mit lauter glücklichen Menschen zusammenzusein […] noch nie so ein entzückendes Gartenfest […] Wirklich gelungen“. (S. 73)
Der neue Hut erhält in diesen Szenen der Kurzgeschichte eine symbolische Nebenfunktion. Er kann laut Fricker sowohl als Zeichen der Klassenzugehörigkeit wie auch als Symbol der Eitelkeit gedeutet werden. Mrs. Sheridan wäre dann die Eitelkeit in Person oder gar eine allegorische Gestalt. Laura zeigt demgegenüber in dem Gespräch mit den Arbeitern im Garten zunächst eine menschliche oder tugendhafte Regung, folgt dann jedoch gleichfalls der Verlockung der Eitelkeit und genießt die Komplimente, die sie wegen ihres reizenden Hutes erhält, in vollen Zügen.
Als Gegensymbol zu dem eleganten Hut kann das Butterbrot im Anfangsteil der Erzählung aufgefasst werden; es steht auch in Beziehung zu den Köstlichkeiten, mit denen Mrs. Sheridan ihre Gäste bewirtet und deren Reste Laura später zu den Armen heruntertragen muss. Katherine Mansfield entfaltet in ihrer Kurzgeschichte ein dichtes motivisches und symbolisches Beziehungsnetz, das in der eher impressionistisch geprägten Erzählweise, welche die Darbietung des eigentlichen Geschehens auf das Notwendigste beschränkt, für die künstlerische Einheit sorgt. Wie Fricker in seiner Analyse schreibt, „fügen sich […] die kurzen Episoden zu einem Ganzen, aus dem kein Teilchen entfernt werden kann, ohne daß [sic] eine fühlbare Lücke entstünde.“
Der erste Teil ist den Vorbereitungen des Gartenfestes gewidmet und bildet zugleich eine Art Exposition. Die Nachricht vom Todesfall verursacht eine „Verwicklung“; die nur angedeutete Spannung zwischen Laura und ihrer Mutter wird fast unbemerkt in dem Gespräch zwischen Laura und den Arbeitern im Garten vorbereitet. Der „Konflikt“ wird vorerst durch das Hutmotiv gelöst, so dass das Gartenfest einen scheinbar gelungenen Verlauf nehmen kann. Die Wendung tritt ein, als der Vater nach der Feier das Gespräch wiederum auf den tragischen Vorfall lenkt, und die Mütter trägt, ohne es zu ahnen, mit ihrem Verlegenheitseinfall, dass Laura den Korb mit den Essensresten zu der ärmlichen Trauerfamilie tragen solle, zu der „Katastrophe“ bei.
Die Katastrophe hat dabei die Funktion einer Initiation: Laura betritt das Totenhaus und sieht sich dem Grauen, aber zugleich Wunder des Todes gegenüber, das ein Teil des größeren, unfassbaren Mysteriums des Lebens ist. Als Laura das Totenhaus verlässt und weinend auf dem Rückweg ihren Bruder trifft, zeigt sich, dass das Erlebnis zu einschneidend war, als dass Laura allein damit fertigwerden könnte: „>Ist das Leben nicht<, stammelte sie, >ist das Leben nicht …<. Doch wie das Leben war, konnte sie nicht erklären. Es machte nichts. Er verstand sie. >Ja, nicht wahr, Liebling?< sagt Laurie.“ (S. 78)
Der offen verklingende Schluss von Das Gartenfest stimmt den Leser nachdenklich; er sieht sich ähnlich wie die Protagonistin „dem Rätsel gegenüber, welches das unversöhnte Nebeneinander nicht nur von sorglosem Reichtum und häßlicher Armut, sondern vor allem von froher Geselligkeit und einsamem Tod und letztlich von irdischem und jenseitigem Glück bildet.“ Das wiederholt verwendete Wort „glücklich“ verbindet dabei wie eine Klammer die Schilderung des Gartenfestes mit derjenigen des Toten.
Erzähltechnisch fühlt sich der personale Erzähler am Ende völlig eins mit dem Kind, aus dessen Sicht er das ganze Geschehen darstellt. Allerdings geht Katherine Mansfield hier im Allgemeinen nicht so weit wie etwa Henry James oder James Joyce, in deren Werken Erzähler und Protagonist sich völlig identifizieren, wenn nicht gar verschmelzen. Es gibt in Das Gartenfest nur wenige Stellen, in denen ansatzweise ein innerer Monolog stattfindet, der den Bewusstseinsablauf mehr oder weniger direkt festhält.
So stellt sich Laura beispielsweise in der Szene in ihrem Zimmer vor dem Spiegel die Frage, ob ihre Mutter nicht doch Recht habe und sie überspannt sei. (S. 72) Die Frage löst eine impressionistische bzw. assoziative Gedankenkette aus: Die Erinnerung an die Trauerfamilie wird wach und verblasst zugleich, wird unwirklich. Der metaphorische Vergleich mit dem Zeitungsbild von anno 1920 verdeutlicht sowohl die Undeutlichkeit wie auch die Unverbindlichkeit der Erinnerung. Durch einen raschen Wechsel von dramatischer und epischer Darstellung wird der Eindruck einer bald klaren, bewussten, bald verschwommenen, nur halb wahrgenommenen Abfolge von Gedanken und Eindrücken erzeugt.
Die Schilderung der Szene am Totenbett im Schlussteil der Kurzgeschichte stellt eindringlich dar, was das junge Mädchen an der Schwelle zwischen Kindheit und pubertärem Erwachsenwerden bewegt, sie selber aber nicht in Worte fassen kann: das oberflächliche, rein physische Glück, das die Feier der Reichen vermittelt, dem das ganze Glück, das auch den Armen dieser Welt im Tode zuteilwerden kann, gegenübersteht – und damit das Rätsel der menschlichen Existenz in seiner vollen Tiefe.
„Da lag ein junger Mann in tiefem Schlaf, er schlief so tief, so fest, daß [sic] er weit, weit weg von beiden war. Oh, so entrückt, so friedlich. Er träumte. Weckt ihn nie wieder auf. Sein Kopf war aufs Kissen gesunken, die Augen geschlossen, sie waren blind unter den geschlossenen Lidern. Er war völlig seinem Traum hingegeben. Was bedeuten ihm schon Gartenfeste und Körbe und Spitzenkleider? Er war weit weg von all diesen Dingen. Er war wunderbar, schön. Während sie lachten und während die Kapelle spielte, war dieses Wunder in die Gasse gekommen. Glücklich …glücklich… Alles ist gut, sagte das schlafende Gesicht. Genau wie es sein sollte. Ich bin zufrieden.“ (S. 78).
Katherine Mansfield stellt die Welt in dieser Kurzgeschichte so dar, wie sie sich dem Verstand und Fühlen eines empfindsamen Mädchens an der Grenze zwischen kindlicher Naivität und Adoleszenz darbietet. Die untere Grenze von Lauras Alter wird angedeutet, als sie im Anfangsteil der Kurzgeschichte mit dem Butterbrot in der Hand wegläuft, nachdem sie von ihrer Mutter den Auftrag erhalten hat, sich um die Platzierung des Zelts im Garten zu kümmern. (S. 59 f.) Ihr gesundes Selbstvertrauen, ihre kindliche Unbekümmertheit sowie ihr Drang nach Unkonventionellem („>Laura, du bist die Künstlerin unter uns<“, S. 59) erhalten einen ersten Dämpfer, als sie – um ein geschäftsmäßiges Auftreten bemüht mit einem affektierten Ton in der Stimme – den Arbeitern gegenübertritt (S. 60).
Die Männer gefallen ihr, aber als einer meint, das Zelt müsse dort aufgestellt werden, „wo‘s einem richtig in die Augen knallt“ (S. 61), regt sich ihr anerzogenes Standesbewusstsein, denn mit seiner derben umgangssprachlichen Wortwahl ist der Mann ihrem Selbstgefühl zu nahe getreten, obwohl sie ihn gut versteht.
Andererseits ist Laura diejenige in der Familie, die als einzige an den von dem Erzähler ironischerweise als „einer ihrer glänzenden Einfälle“ bezeichneten Vorschlag der Mutter, die Trauerfamilie mit den übriggebliebenen Köstlichkeiten ihres Gartenfestes zu beglücken, als taktlos und unanständig empfindet. (S. 74 f.). So heißt es in der Erzählung: „Wie seltsam, wieder schien sie [Laura] anders zu sein als alle. Reste von ihrem Fest. Würde die arme Frau das wirklich mögen?“ (S. 75)
Die in dieser Textstelle vorsichtig angedeutete Sozialkritik in Das Gartenfest tritt deutlicher hervor in der Schilderung von Lauras Weg in das Totenhaus. Die Gasse, in der die Siedlung liegt, wird im Gegensatz zu der anfänglichen Beschreibung des prachtvollen Anwesens der Sheridans als „dunkel und verräuchert“ (S. 76) charakterisiert. So heißt es weiter in der Kurzgeschichte:
„Aus den kleinen ärmlichen Katen kam ein leises Summen. In einigen war ein Lichtschein, krebsähnlich, huschte hinter dem Fenster vorbei.“ Ähnlich wird das Totenhaus beschrieben: „Sie [Laura] kam in eine kleine, niedrige, armselige Küche, die von einer rauchigen Lampe erhellt wurde.“ (S. 76)
Laura ist an dieser Stelle beschämt über ihre eigene soziale Herkunft und ihre in dieser Situation völlig unangemessene Bekleidung: „Laura senkte den Kopf und ging eilig weiter. Sie wünschte jetzt, daß [sic] sie einen Mantel angezogen hätte. Wie ihr Kleid schimmerte! Und der große Hut mit dem Samtband – wenn sie nur einen anderen Hut aufhätte!“ (S. 76)
Laut Durzak hat Katharine Mansfield in Das Gartenfest ebenso wie in ihrer übrigen Kurzprosa „jenen subtil nuancierten Beschreibungsstil perfektioniert, der aus Augenblicksimpressionen, die gleichsam auf der Netzhaut der Sprache wahrgenommen werden, das soziale Umfeld aufbaut.“

## Kritik
Die Berliner Literaturkritik betont 2007 in einer Sammelbesprechung der frühen Kurzprosa von Katherine Mansfield die „Perfektion“, auf die Mansfield beim Schreiben Wert lege. In den Sammlungen Das Gartenfest, Glück oder Etwas Kindliches, aber sehr Natürliches gebe es Geschichten, in denen „kein Komma, keine Interjektion, kein Adjektiv zu viel oder zu wenig enthalten“ sei. Es gelinge der Verfasserin, Geschichten zu schreiben, die „berühren“, „bezaubern“, „verblüffen“ und die Leser „nachdenklich oder zornig machen“.
Im Bayerischen Rundfunk wird 2011 auf The Garden Party als „Literaturhäppchen“ aufmerksam gemacht.
Die Hannoversche Allgemeine Zeitung bezeichnet 2012 Katherine Mansfields Die Gartengesellschaft in einem Artikel zur neuseeländischen Literatur als einen „meisterhaften Klassiker“ der Kurzgeschichte.

## Wirkungsgeschichte
In der literaturwissenschaftlichen Diskussion dieser Kurzgeschichte wird darauf hingewiesen, dass The Garden Party ebenbürtig an das Werk von Tschechow oder Joyce anschließt und die Tradition der Kurzprosa in bedeutsamer Weise weiterentwickelt.
Ähnlich wie Jane Austen in der klassischen englischen Literatur geht es Katharine Mansfield in Das Gartenfest um die literarische Gestaltung der sensiblen weiblichen Sicht- und Empfindungsweise.
In der neueren englischsprachigen Literatur steht The Garden Party dem Werk von Virginia Woolf am nächsten. In Das Gartenfest ist Katharine Mansfield in der literarischen Form einer impressionistischen Kurzgeschichte wie Virginia Woolf in ihren Frauenromanen darum bemüht, mit Hilfe einer psychologisch-experimentellen Erzählweise das Lebensgefühl der Frau in existentiellen Momenten eines prekären Glücks inmitten einer Welt voller Gegensätze zwischen Harmonie und Disharmonie einzufangen. Männliche Figuren spielen bei diesen beiden Schriftstellerinnen nur eine vergleichsweise nebensächliche Rolle, wie beispielsweise Lauras Vater oder ihr Bruder Laurie, die in The Garden Party nur kurz am Rande auftreten und keine größere Bedeutung haben.
Vergleichbar mit James Joyce’ The Dead geht es in Das Gartenfest gleichermaßen um die Thematik der Initiation der Hauptfigur zwischen den Extremen von froher Festlichkeit sowie Geselligkeit und dem einsamen Tod in einem gänzlich anderen Milieu.
In der deutschen Nachkriegsliteratur knüpft Gabriele Wohmann in der Tradition der Kurzprosa und Initiationsgeschichte mit ihrer Erzählung Die Geburtstagsgesellschaft, erstmals 1977 veröffentlicht in der Sammlung Böse Streiche und andere Erzählungen, thematisch und motivisch an Das Gartenfest an. Anders als in Wohmanns Die Geburtstagsgesellschaft wird die Immunisierung der bürgerlichen Lebenswelt in Katherine Mansfields Das Gartenfest jedoch durch perspektivische Kontraste entschlossener aufgehoben; Wohmanns Geschichte zeigt dagegen, wie Durzak schreibt, die grotesken Details dieser Lebensform in pointierterer Form auf.
In der Analyse der Kurzprosa von Mansfield wird The Garden Party ihren Epiphanie- oder glimpse-Erzählungen zugeordnet. Der literarische Begriff der Epiphanie (von griech.: „epiphaneia“, dt.: „Erscheinung“) geht dabei auf eine Äußerung von James Joyce zurück, die sich in seinem Frühwerk Stephen Hero findet. Mansfield selber verwendet, wie Silvia Mergenthal in ihrer Untersuchung der Kurzgeschichten von Katherine Mansfield herausstellt, „für diese liminale Erfahrung einer plötzlichen Einsicht in unbekannte Zusammenhänge“ den Ausdruck glimpse (dt. sinngemäß „flüchtiger oder kurzer (Ein-)Blick“). Laut Mergenthal handelt es sich bei dieser Form der Kurzprosa in Das Gartenfest wie auch in anderen Erzählungen von Katherine Mansfield um „straff organisierte Texte [sic], die auf einen Erkenntnismoment, in dem raumzeitliche Gesetzmäßigkeiten suspendiert erscheinen, hinführen und von diesem Erkenntnismoment aus Figuren wie auch Leserinnen und Leser zu einer retroperspektiven Neubewertung des bisher Geschehenen zwingen.“

## Sonstiges
Katherine Mansfield schrieb The Garden Party 1922 im Alter von 29 Jahren, als sie bereits sterbenskrank war. 1917 hatte sie die Diagnose Tuberkulose erhalten, führte aber ihr altes unstetes Leben fort und begab sich auf zahlreiche Reisen, zumeist ans Mittelmeer, später auf Anraten der Ärzte auch in die Schweiz, manchmal mit ihrem Mann aus zweiter Ehe, häufiger jedoch mit einer alten Freundin aus Jugendzeiten.
Sie vertrug das Alleinsein schlecht. Zu ihrem illustren Freundeskreis zählten zwar bekannte Literaten wie D. H. Lawrence und dessen Frau Frieda, Virginia Woolf sowie deren Mann Leonard Sidney Woolf und auch der Philosoph Bertrand Russell. Sie wäre auf dem Hintergrund ihrer unglücklich verlaufenden zweiten Ehe gerne eine engere Beziehung mit diesem eingegangen und warb bei Russell, z. Z. mit Schmeicheleien und Lügen, um Anerkennung und Zuneigung, wurde jedoch abgewiesen.
So fühlte sie sich trotz ihres weiten Bekannten- und Freundeskreises ihr ganzes Leben lang im Grunde genommen isoliert und einsam. Zum Zeitpunkt der Entstehung von The Garden Party schwankte sie zwischen der eher realistischen Vorstellung, sterbenskrank zu sein, und der Hoffnung, wieder zu gesunden, auf dem Land zu leben und Kinder zu bekommen.
Die Geschwister aus der Sheridan Familie in The Garden Party tauchten bereits in der ein Jahr zuvor von Katherine Mansfield verfassten Kurzgeschichte Her First Ball auf, die in der gleichnamigen Anthologie erschien ist (dt. Ihr erster Ball, 1981 von Heide Steiner übersetzt). Laura, ihre Schwestern Meg und Jose sowie ihr Bruder Josie spielen in Her First Ball allerdings nur eine Nebenrolle.
Die Namen von Meg und Jose als Frauengestalten sind möglicherweise dem 1868/1869 in zwei Teilen erschienenen Mädchenroman Little Women der US-amerikanischen Schriftstellerin Louisa May Alcott entnommen, der als Jugendbuch im anglo-amerikanischen Raum sehr erfolgreich war und vor allem von weiblichen Jugendlichen gerne gelesen wurde.

## Adaptionen
1973 entstand auf Grundlage von Katherine Mansfields The Garden Party ein 25-minütiger Kurzfilm unter der Regie von Jack Sholder mit Maia Danziger, Jessica Harper und Michael Medeiros in den Hauptrollen. Das Drehbuch zu dem Film wurde ebenfalls von Jack Sholder verfasst.

## Deutsche Veröffentlichungen
- Das Gartenfest und andere Geschichten. Auswahl und Übertragung von Herberth E. Herlitschka. Reichner, Wien 1938.
- Das Gartenfest und andere Erzählungen. Ausgewählt und übersetzt von Herberth und Marlys Herlitschka. Verlag der Arche, Zürich 1953.
- Das Gartenfest und andere Erzählungen. Ausgewählt und übersetzt von Herberth und Marlys Herlitschka. Nymphenburger Verlagshandlung, München 1953.
- Erzählungen und Tagebücher. Übersetzt aus dem Englischen und Nachwort von Ruth Schirmer. Manesse-Verlag, Zürich 1974. ISBN 3-7175-1482-2.
- The garden party and other stories / Das Gartenfest und andere Erzählungen. Auswahl, Übersetzung und Nachwort von Elisabeth Schnack. (Zweisprachige Ausgabe). dtv, München 1977. ISBN 3-423-09136-3.
- Eine indiskrete Reise. Ausgewählte Kurzgeschichten. Übersetzung und Anmerkungen von Heide Steiner. Nachwort von Wolfgang Wicht. Insel-Verlag, Leipzig 1977.
- Das Gartenfest. Erzählungen. Herausgegeben und übersetzt von Elisabeth Schnack. Fischer-Taschenbuch-Verlag, 1982. ISBN 3-596-25718-2.
- Sweet old Lady und andere Erzählungen. Aus dem Englischen von Claus Peter Hofmann. Mit einem Nachwort von Hilde Spiel. Ullstein, Frankfurt 1988. ISBN 3-548-30215-7.
- Das Puppenhaus. Ausgewählte Erzählungen. Auswahl, Nachwort und Übersetzung aus dem Englischen von Elisabeth Schnack. Diogenes, Zürich 1988. ISBN 3-257-21705-6.
- Erzählungen. Ausgewählt, übersetzt und mit einem Nachwort von Ursula Grawe. Reclam, Stuttgart 1990. ISBN 3-15-008635-3.
- The garden party and other stories / Das Gartenfest und andere Erzählungen. Auswahl und Übersetzung von Anna Barbara Herrmann. (Zweisprachige Ausgabe). dtv, München 1991. ISBN 3-423-09285-8.
- Erzählungen. Auswahl von Wolfgang Wicht. Aus dem Englischen von Heide Steiner. Insel-Verlag, Frankfurt/Leipzig 1993. ISBN 3-458-16535-5.
- Das Gartenfest und andere Erzählungen. Aus dem Englischen von Heide Steiner. Insel-Verlag, Frankfurt/Leipzig 1995. ISBN 3-458-33424-6.
- Miss Brill. Erzählungen. Ausgewählt und übersetzt von Ursula Grawe. Reclam, Leipzig 2001. ISBN 3-379-01727-2.
- Sämtliche Erzählungen. Herausgegeben, ins Deutsche übertragen und mit einem biografischen Nachwort versehen von Elisabeth Schnack. Goldmann, München 2003. ISBN 3-442-73034-1.
- Rosabels Tagtraum. Erzählungen. Aus dem Englischen übersetzt und mit einem Nachwort von Ruth Schirmer. Manesse-Verlag, Zürich 2008. ISBN 978-3-7175-2166-2.
- Sämtliche Werke. Alle Kurzgeschichten und Erzählungen. Aus dem Englischen übersetzt, mit Anmerkungen versehen und einem Nachwort herausgegeben von Heiko Arntz. Haffmans bei Zweitausendeins, Frankfurt 2009. ISBN 978-3-86150-826-7.
- Glück und andere Meistererzählungen. Ausgewählt von Daniel Kampa. Aus dem Englischen von Elisabeth Schnack. Mit einem Vorwort von Anthony McCarten. Diogenes, Zürich 2012. ISBN 978-3-257-26101-1.
- Glück und andere Erzählungen. Aus dem Englischen von Heide Steiner. Insel-Verlag, Berlin 2012. ISBN 978-3-458-35849-7.
- Das Gartenfest und andere Erzählungen. Aus dem Englischen neu übersetzt von Claudia Wenner. marix Verlag, Wiesbaden 2016. ISBN 978-3-7374-1009-0
- Eine indiskrete Reise und andere Erzählungen. Übersetzt und mit einem Essay von Ursula Grawe. Reclam, Ditzingen/Stuttgart 2019. ISBN 978-3-15-011198-7
- Die Gartenparty. Short Storys. Aus dem Englischen übersetzt von Irma Wehrli. Manesse Verlag, München 2022. ISBN 978-3-7175-2532-5.
- Das Gartenfest. Sommererzählungen. Aus dem Englischen übersetzt von Ursula Grawe. Reclam, Ditzingen 2024. ISBN 978-3-15-014476-3.